# Elezioni parlamentari in Scozia del 1999
Le prime elezioni per il Parlamento scozzese, per nominare i suoi 129 deputati, ebbero luogo il 6 maggio 1999. A seguito delle elezioni, il Partito Laburista e i Liberal Democratici costituirono il governo scozzese, con il deputato laburista Donald Dewar che divenne Primo Ministro.
Il Parlamento scozzese fu creato in seguito al referendum sulla devoluzione che ebbe luogo l'11 settembre 1997, in cui il 74,3% dei votati approvarono l'idea. Lo Scotland Act del 1998 fu quindi approvato dalla Camera dei Comuni per istituire il Parlamento devoluto della Scozia e il governo scozzese. Il Parlamento fu eletto utilizzando il sistema proporzionale misto, combinando 73 circoscrizioni con sistema maggioritario uninominale e il sistema proporzionale con i 73 collegi raggruppati in modo da formare otto regioni, ognuna delle quali elegge sette deputati per un totale di 129 deputati scozzesi. Questo sistema implica che è improbabile che un partito ottenga la maggioranza dei seggi al Parlamento, e si pensava che tale metodo avrebbe portato solamente a governi di minoranza o governi di coalizione.
La prima elezione generale del Parlamento scozzese produsse poche sorprese nel Partito Laburista, che ancora godeva di alta popolarità in seguito alla vittoria clamorosa delle elezioni generali nel Regno Unito del 1997, ed era infatti atteso come maggiore partito; ebbe 56 seggi, principalmente eletti nella tradizionale cintura centrale, a 9 seggi dalla maggioranza assoluta. I laburisti formarono un governo di coalizione con i Liberal Democratici, che ottennero 17 seggi. Il Partito Nazionale Scozzese, SNP, era in ottima posizione nei sondaggi precedenti le elezioni, raggiungendo il 40% in alcuni di essi, ma il livello del sostegno non fu mantenuto. Il SNP divenne il secondo partito con 35 seggi, che rappresentavano allora la loro migliore performance sin dalle elezioni generali dell'ottobre 1974. Il Partito Conservatore, che ancora si stava rialzando a seguito della sconfitta del 1997 in tutta la Scozia, non riuscì ad ottenere alcun collegio uninominale, ma arrivò poi a 18 seggi tramite il sistema a membri addizionali regionale.

## Risultati
| Partito | Partito                      | Sistema a membri addizionali | Sistema a membri addizionali | Sistema a membri addizionali | Sistema a membri addizionali | Sistema a membri addizionali | Sistema a membri addizionali | Seggi totali | Seggi totali |
| Partito | Partito                      | Collegi                      | Collegi                      | Collegi                      | Regioni                      | Regioni                      | Regioni                      | Seggi totali | Seggi totali |
| Partito | Partito                      | Voti                         | %                            | Seggi                        | Voti                         | %                            | Seggi                        | Totale       | %            |
| ------- | ---------------------------- | ---------------------------- | ---------------------------- | ---------------------------- | ---------------------------- | ---------------------------- | ---------------------------- | ------------ | ------------ |
|         | Partito Laburista Scozzese   | 908.392                      | 38,81                        | 53                           | 786.818                      | 33,64                        | 3                            | 56           | 43,41        |
|         | Partito Nazionale Scozzese   | 672.757                      | 28,74                        | 7                            | 638.644                      | 27,26                        | 28                           | 35           | 27,13        |
|         | Conservatori Scozzesi        | 364.225                      | 15,56                        | 0                            | 359.109                      | 15,5                         | 15,35                        | 18           | 13,95        |
|         | Liberal Democratici Scozzesi | 331.279                      | 14,15                        | 12                           | 225.774                      | 12,43                        | 5                            | 17           | 13,18        |
|         | Partito Verde Scozzese       | —                            | —                            | —                            | 84.024                       | 3,59                         | 1                            | 1            | 0,78         |
|         | Partito Laburista Socialista | 5.268                        | 0,22                         | 0                            | 55.232                       | 2,37                         | 0                            | 0            | 0            |
|         | Partito Socialista Scozzese  | 23.564                       | 1,01                         | 0                            | 46.635                       | 1,99                         | 1                            | 1            | 0,78         |
|         | Indipendenti                 | 18.511                       | 0,8                          | 1                            | 27.700                       | 1,2                          | 0                            | 1            | 0,78         |
|         | Altri                        | 21.662                       | 0,9                          | 0                            | 105.221                      | 4,5                          | 0                            | 0            | 0            |

|                      |                      |  |        |        |
| -------------------- | -------------------- |  | ------ | ------ |
| Laburisti            | Laburisti            |  | 33,64% | 33,64% |
| SNP                  | SNP                  |  | 27,26% | 27,26% |
| Conservatori         | Conservatori         |  | 15,35% | 15,35% |
| Liberal Democratici  | Liberal Democratici  |  | 12,43% | 12,43% |
| Verdi                | Verdi                |  | 3,59%  | 3,59%  |
| Laburisti Socialisti | Laburisti Socialisti |  | 2,37%  | 2,37%  |
| Socialisti           | Socialisti           |  | 1,99%  | 1,99%  |
| Altri                | Altri                |  | 3,37%  | 3,37%  |

|                     |                     |  |        |        |
| ------------------- | ------------------- |  | ------ | ------ |
| Laburisti           | Laburisti           |  | 43,41% | 43,41% |
| SNP                 | SNP                 |  | 27,13% | 27,13% |
| Conservatori        | Conservatori        |  | 13,95% | 13,95% |
| Liberal Democratici | Liberal Democratici |  | 13,18% | 13,18% |
| Verdi               | Verdi               |  | 0,78%  | 0,78%  |
| Socialisti          | Socialisti          |  | 0,78%  | 0,78%  |
| Altri               | Altri               |  | 0,78%  | 0,78%  |